# وارطان آجمیان (زاده ۱۹۵۶)
وارطان آلکساندری آجمیان (ارمنی: Վարդան Ալեքսանդրի Աճեմյան؛ زادهٔ ۲۷ آوریل ۱۹۵۶) آهنگ‌ساز ارکستری، اپرایی و مجلسی اهل ارمنستان است. 

## زندگی‌نامه
در ۲۷ آوریل ۱۹۵۶ در ایروان به دنیا آمد. پدربزرگ وی وارطان آجمیان مدیر کل تئاتر نمایشی ملی ارمنستان و مادربزرگ آروس آسریان یکی از بازیگران پیشروی تئاتر ملی ارمنستان بودند. بین سال‌های ۱۹۷۳ تا ۱۹۸۱ رشته آهنگسازی در کنسرواتوار دولتی کومیتاس ایروان زیرنظر قازاروس ساریان، آهنگساز سرشناس ارمنی فراگرفت؛ و از سال ۱۹۸۷ در آجمیان از کنسرواتوار دولتی کومیتاس ایروان تدریس می‌نماید. در سال ۱۹۸۷ وی به خاطر سمفونی شماره ۱ برنده جایزه ملی ارمنستان شوروی شد.

## عمده کارها

### ارکستری
- پوئم سمفونیک، ۱۹۷۶;
- کنسرتو (آواز), سوپرانو، متزوسوپرانو، ارکستر بزرگ، ۱۹۸۱;
- کنسرتو برای ارکستر، ۱۹۸۱;
- شماره ۱, ۱۹۸۶سمفونی;
- سمفونی شماره ۲ (به یاد آلکساندر آجمیان), ارکستر بزرگ، ۱۹۸۹;
- پیانو کنسرتو شماره ۱ (آواز), ۳۳ صداهای مختلط، پیانو، ارکستر بزرگ، ۱۹۹۱;
- کنسرتو برای ویولنسل و ارکستر بزرگ، ۱۹۹۳;
- اوورتور جشنواره، ۱۹۹۵;
- کنسرتو، فلوت، ارکستر بزرگ، ۱۹۹۶;
- اوورتور دو ماژور، ۲۲ سیم، ۲۰۰۰;
- ایمان (ترانه) برای ارکستر سمفونیک بزرگ و گروه کر، ۲۰۰۱;
- سمفونی شماره ۳ (به ادوارد میرزویان تقدیم شده), ۲۲ سیم، ۲۰۰۲;
- مناجات‌های بهار و عشق, سوپرانو و ارکستر، ۲۰۰۳;
- پیانو کنسرتو شماره ۲, پیانو، ارکستر بزرگ، ۲۰۰۵
- ماجرا برای ساکسوفون آلتو تکنواز، پیانو و ارکستر زهی، ۲۰۰۸

### موسیقی مجلسی
- سونات شماره ۱, , پیانو، ۱۹۷۵فلوت؛
- سونات برای آلتو فلوت و ویولنسل، ۱۹۸۳;
- سونات شماره ۲, فلوت، پیانو، ۱۹۸۴;
- تریو شماره ۱, ویولن، ویولنسل، پیانو، ۱۹۸۷;
- سونات فانتزی برای ویولنسل و پیانو، ۱۹۹۳;
- سونات برای ویولن و پیانو، ۱۹۹۵;
- فانتزی برای توبا، پیانو، ۱۹۹۸;
- شعر ابدیت برای آوازخوانی، ویولن، ویولنسل، پیانو، ۱۹۹۶;
- پنج‌نوازی، پیکولو، توبا، کنترباس، پیانو، ویبرافون، ۱۹۹۸;
- کوارتت زهی (به یاد قازاروس ساریان), ۱۹۹۸;
- اوورتور در دو ماژور، ۲۰۰۰;
- تریو شماره ۲, ویولن، ویولنسل، پیانو، ۲۰۰۴;
- رمان برای ویولا و پیانو، ۲۰۰۷

### آوازخوانی
- پنج ترانه (با کلام گورگن ماهاری، واهان دریان) برای متزوسوپرانو و پیانو، ۱۹۷۹;
- بالاد (با کلام گورگن ماهاری) برای سوپرانو، کوارتت زهی و کنترباس، ۱۹۸۰;
- هایاستان (ارمنستان به زبان ارمنی), پنج ترانه (با کلام هوهانس شیراز) برای متزوسوپرانو و پیانو، ۱۹۸۵;
- آهنگ‌های متن ترانه (با کلام هوهانس هوهانسیان), ۱۹۹۳;
- ابدیت (song cycle, آواز), سوپرانو، ویولن، ویولنسل، پیانو، ۱۹۹۶;
- شب‌های آرتامت, song cycle (با کلام گورگن ماهاری), ۱۹۹۶;
- مناجات‌های بهار و عشق (Tagհ garnan yev siro) (با کلام گریگوریس آقتامارتسی), سوپرانو، ۲۲ سیم، ۲۰۰۲

### پیانو
- سه قطعه، ۱۹۷۳;
- سونات شماره ۱, ۱۹۷۴;
- پنج قطعه، ۱۹۷۵;
- سونات شماره ۲, ۱۹۷۵;
- ناقوس‌ها (Ghoghanjner), شعر، ۱۹۹۶;
- سونات شماره ۳, ۱۹۹۹;
- روباتو, شعر، ۲۰۰۰;
- نقاشی‌های دیواری (Vormnankarner) شعر، ۲۰۰۱;
- ۹ منظره (قطعات), ۲۰۰۷

### پارا
- مرگ کیکوس (۲ پرده comic opera), 1978 (performed in Russian translation by Tamara Demuryan)